# حوسبة محمولة
الحوسبة المتنقلة (Mobile Computing): هي التفاعل بين الإنسان والحاسوب التي من المتوقع أن يتم نقلها من خلال الاستخدام العادي لجهاز الكمبيوتر. الحوسبة المتنقلة تشمل الاتصالات المتنقلة، والأجهزة النقالة، والبرمجيات المتنقلة. وتشمل القضايا الاتصالات المخصصة كل من شبكات البنية التحتية وكذلك خصائص الإتصال، والبروتوكولات، وتنسيقات البيانات والتكنولوجيات الملموسة. ويشمل الأجهزة المحمولة أو مكونات الجهاز.

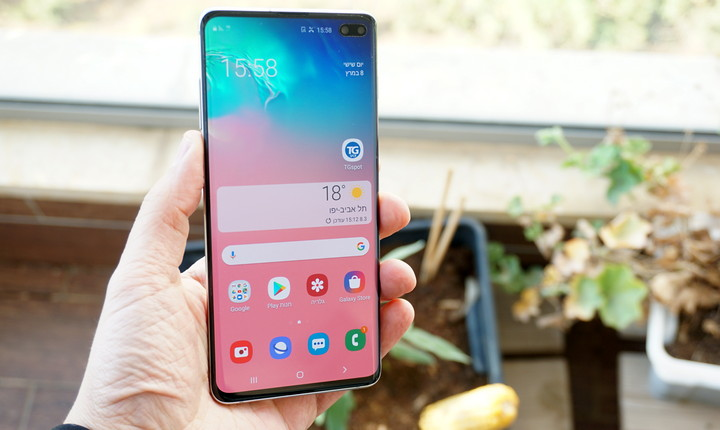
هاتف سامسونج جالكسي إس 10 ويمثل أحد النماذج للحوسبة المتنقلة.

## التعاريف

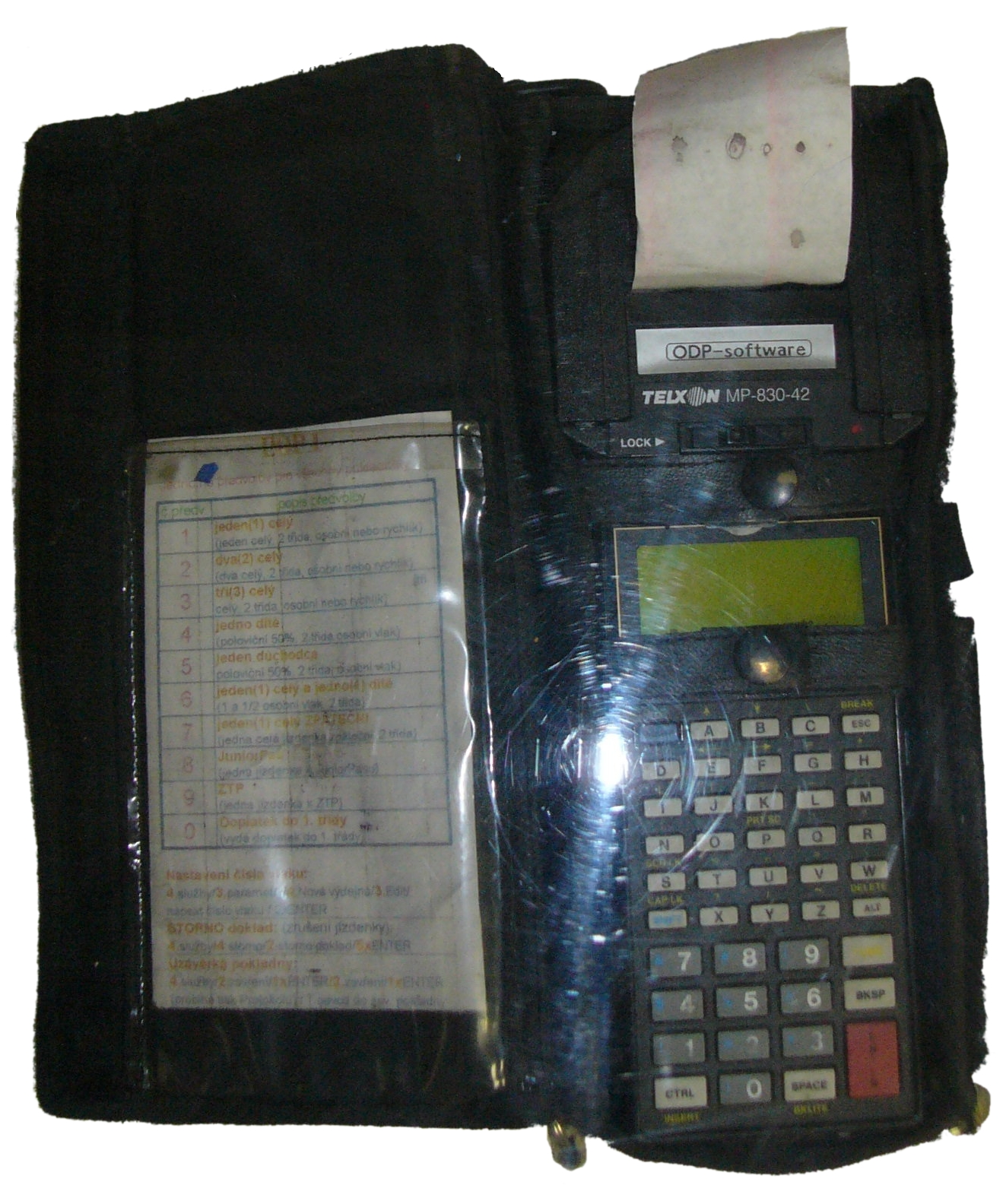
Telxon PTC-710 هو 16 بت الكمبيوتر المحمول PTC-710

علوم الحاسب النقال هو «اتخاذ الكمبيوتر وكافة الملفات الضرورية والبرامج للعمل بالمواقع المختلفة».
الحوسبة المتنقلة هي أي نوع من الحوسبة التي تستخدم وصلات إنترنت أو إنترنت والاتصالات منها، كما WAN، LAN، WLAN .. وغيرها.
هناك على الأقل ثلاث فئات مختلفة من العناصر الحوسبة المتنقلة:
1. أجهزة الكمبيوتر المحمولة، وحدات خفيفة الوزن تأثر بما في ذلك لوحة مفاتيح كاملة مجموعة أحرف وأجهزة الكمبيوتر المحمولة والمفكرات، الخ
2. الهواتف المحمولة إمكانيه إرسال واستقبال الإيميلات والمراسلات ولا تقتصر على الاتصالات الصوتية، والهواتف المحمولة، والهواتف الذكية، الخ
3. أجهزة كمبيوتر يمكن ارتداؤها، تقتصر في معظمها على مفاتيح وظيفية ويكون في المقام الأول التأسيس وكلاء البرمجيات، والساعات والأساور والقلائد.

من المتوقع أن يكون استخدام الحوسبة المتنقلة طويل الأمد، ومكملة في الاستخدام الشخصي وجود هذه الطبقات، لا شيء يحل محل واحد الآخر في كافة الميزات من الراحة.

## الأجهزة
وقد تم إدخال العديد من أنواع أجهزة الكمبيوتر المحمولة منذ التسعينيات بما في ذلك:
- كمبيوتر محمول
- المساعد الرقمي الشخصي / المؤسسة المساعد الرقمي
- PC فائقة تليفون
- الهاتف الذكي
- الكمبيوتر اللوحي
- كمبيوتر يمكن ارتداؤها

## القيود
يوجد بعض القيود التي تحد من استخدام الحوسبة المتنقلة منها:
- مجموعة وعرض النطاق الترددي: وصول الإنترنت عبر الهاتف النقال عموما أبطأ من وصلات الكابل مباشرة، وذلك باستخدام تقنيات مثل GPRS و EDGE، ومؤخرا شبكات HSDPA و HSUPA 3G و 4G. عادة ما تكون متاحة في مرمى التجارية أبراج الهاتف الخلوي هذه الشبكات. سرعة أعلى الشبكات المحلية اللاسلكية غير مكلفة ولكن لديها مجموعة محدودة جدا.
- المعايير الأمنية: عند العمل المتنقل يتطلب استخدام دقيق لـVPN. الأمن هو مصدر قلق كبير في حين بشأن معايير الحوسبة المتنقلة. يمكن للمرء أن مهاجمة بسهولة VPN من خلال عدد كبير من شبكات مترابطة من خلال الخط.
- استهلاك الطاقة: التيار الكهربائي أو المولدات المحمولة ليست متاحة باستمرار، أن أجهزة الكمبيوتر المحمولة تعتمد كليا على طاقة البطارية. وهذا غالبا ما يعني بشكل غير عادي يجب أن تستخدم بطاريات باهظة الثمن للحصول على ما يلزم من عمر البطارية.
- التدخلات ناقل الحركة: يمكن الطقس والتضاريس، ومجموعة من نقاط البث أن تتداخل مع كل استقبال إشارة. الاستقبال في الأنفاق، وبعض المباني، والمناطق الريفية وفي كثير من الأحياء الفقيرة.
- المخاطر الصحية المحتملة: الناس الذين يستخدمون الأجهزة المحمولة في حين غالبا ما يشتت تركيزهم عن القيادة وبالتالي يفترض من المرجح أن تشارك في حوادث السير (في حين أن هذا قد يبدو واضحا، هناك نقاش واسع حول ما إذا كان حظر استخدام الجهاز النقال أثناء القيادة يقلل الحوادث أم لا.) وقد تتداخل الهواتف المحمولة مع الأجهزة الطبية الحساسة. وقد أثيرت أسئلة تتعلق بإشعاع الهاتف المحمول والصحة.
- واجهة المستخدم: شاشات ولوحات المفاتيح تميل إلى أن تكون صغيرة، الأمر الذي قد يجعل من الصعب عليهم استخدامها. طرق الإدخال بديلة مثل الكلام أو التعرف على خط اليد تتطلب التدريب.

## الحوسبة في السيارة
العديد من القوى بالمجالات التجارية والحكومية تنشر كمبيوترات محموله قوية مع أسطولها من المركبات. وهذا يتطلب وحدات إلى أن ترتبط إلى السيارة لسلامة السائق والأمن الجهاز، وبيئة العمل. يتم تصنيف أجهزة الكمبيوتر قوية للاهتزاز الشديد المرتبطة بالمركبات الكبيرة والقيادة على الطرق الوعرة والظروف البيئية القاسية للاستخدام المهني المستمر كما هو الحال في الخدمات الطبية الطارئة، والحرائق، والسلامة العامة.

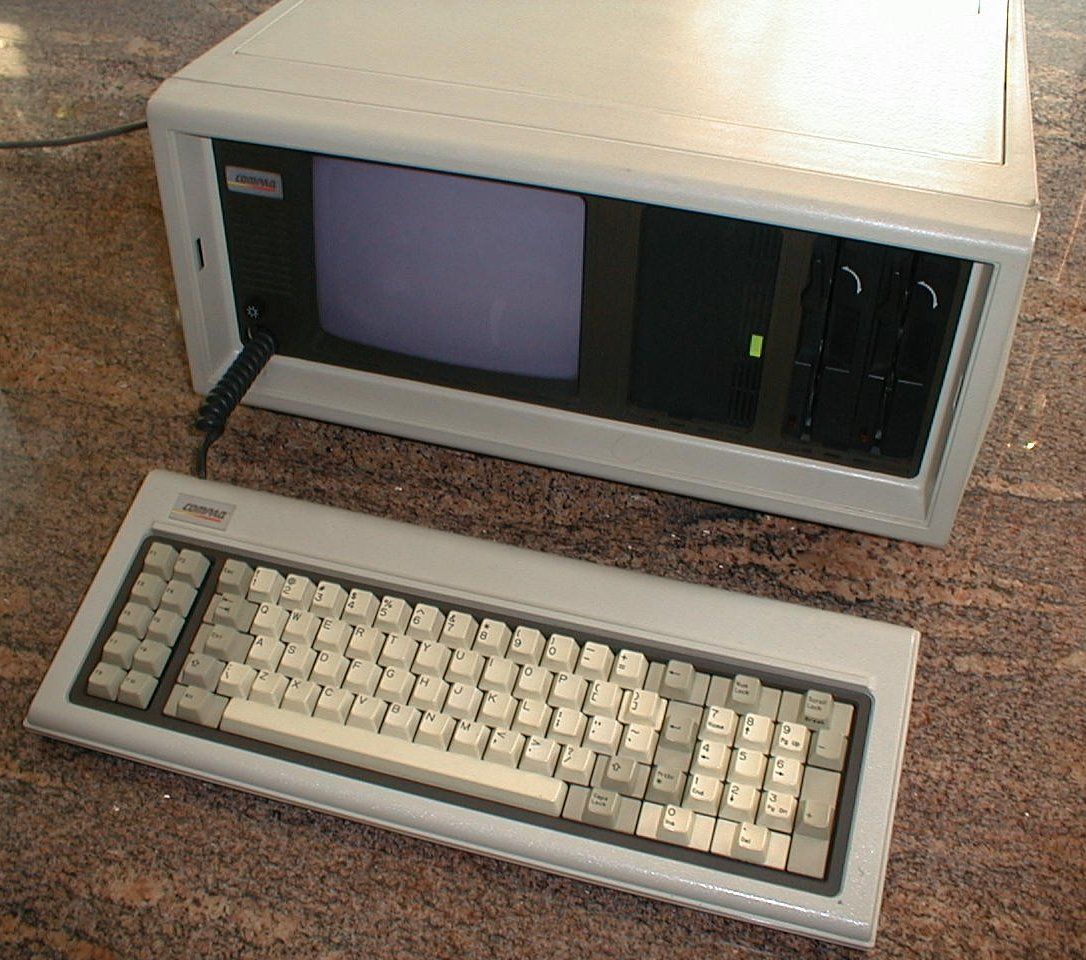
عام 1982 تقريبا قبل الكمبيوتر المحمول

العناصر الأخرى التي تؤثر على وظيفة في السيارة:
- درجة حرارة التشغيل: يمكن لمقصورة السيارة في كثير من الأحيان تقلبات درجة الحرارة خبرة من -20F إلى + 140F. أجهزة الكمبيوتر عادة يجب أن تكون قادرة على تحمل درجات الحرارة هذه في حين تعمل. وقد ذكر نموذجي القائم على مروحة التبريد حدود 95F-100F في درجة الحرارة المحيطة، ودرجات الحرارة دون الصفر تتطلب المترجمة سخانات لجلب مكونات يصل إلى درجة حرارة التشغيل (بناء على دراسات مستقلة من قبل المجموعة SRI وباناسونيك R & D).
- الاهتزاز: يمكن أن تقلل متوسط العمر المتوقع للمكونات الكمبيوتر والتخزين وخاصة التناوب مثل محركات الأقراص الصلبة.
- رؤية الشاشات القياسية تصبح قضية في ضوء الشمس الساطع.
- لا يمكن للمستخدمين استخدام شاشة اللمس لأنها لن تتفاعل بسهولة مع الوحدات في الميدان بوجود القفازات.
- ارتفاع في درجة حرارة البطارية: بطاريات ليثيوم أيون حساسة لظروف درجات الحرارة العالية للشحن. وينبغي تصميم كمبيوتر مصممة للبيئة متنقلة مع وظيفة الشحن درجة الحرارة العالية التي تحد من هذه التهمة إلى 85٪ أو أقل من القدرات.
- اتصالات هوائي خارجي تمر عبر حجرة معدنية نموذجية من المركبات التي من شأنها منع استقبال لاسلكي، والاستفادة من أجهزة الاتصالات والملاحة الخارجية أكثر قدرة بكثير.
- العديد من الشركات المصنعة المتخصصة مثل الأولى Mobile Technology's، منتجات الوطنية وشركة (رام الجبال)، Gamber Johnson وLedCo بناء يتصاعد لتركيب السيارة من أجهزة الحاسوب لمجموعة واسعة من المركبات. مبنية يتصاعد على تحمل الظروف القاسية والحفاظ على بيئة العمل.
- الشركات المتخصصة تركيب تصميم جبل، وتجميع الأجزاء، وتثبيتها بطريقة آمنة وثابتة بعيدا عن أكياس الهواء، وضوابط HVAC السيارة، والضوابط السائق. في كثير من الأحيان سوف تشمل المنشآت مودم WWAN، والطاقة معدات تكييف، جهاز الإرسال والاستقبال الهوائيات التي شنت الخارجية للمركبة، وWWAN / WLAN / GPS / الخ

## القضايا الأمنية المشتركة في المحمول
أصبح الأمنية المتنقلة أو أمن الهاتف المحمول متزايد الأهمية في مجال الحوسبة النقالة. ومما يثير القلق بشكل خاص من حيث صلته لأمن المعلومات الشخصية المخزنة الآن على الهاتف الذكي.
المزيد والمزيد من المستخدمين والشركات استخدام الهواتف الذكية كأدوات اتصال ولكن أيضا كوسيلة لتخطيط وتنظيم عملهم وحياتهم الخاصة. داخل الشركات، هذه التقنيات التي تسبب تغيرات عميقة في تنظيم نظم المعلومات وبالتالي فإنها قد تصبح مصدرا للمخاطر الجديدة. في الواقع، والهواتف الذكية تجميع وتصنيف كمية متزايدة من المعلومات الحساسة التي يجب أن يسيطر على الوصول لحماية خصوصية المستخدم والملكية الفكرية للشركة زبوبا ولقلاوي وطبابن.
جميع الهواتف الذكية، وأجهزة الكمبيوتر، هي الأهداف المفضلة للهجمات. هذه الهجمات تستغل نقاط الضعف المتعلقة بالهواتف الذكية التي يمكن أن تأتي من وسائل الاتصال مثل SMS، MMS، وشبكات واي فاي، وGSM. وهناك أيضا الهجمات التي تستغل نقاط الضعف للبرمجيات من كل من متصفح الإنترنت ونظام التشغيل. وأخيرا، هناك أشكال البرمجيات الخبيثة التي تعتمد على المعرفة ضعف متوسط المستخدمين.
ويجري حاليا وضع الأمن تدابير مضادة مختلفة وتطبيقها على الهواتف الذكية، من الأمن في طبقات مختلفة من البرامج لنشر المعلومات للمستخدمين النهائيين. هناك الممارسات الجيدة التي يتعين مراعاتها على جميع المستويات، من التصميم إلى الاستخدام، من خلال تطوير أنظمة التشغيل، والطبقات البرمجيات، والتطبيقات القابلة للتنزيل.

## أجهزة الكمبيوتر المحمولة
المواد الرئيسية: جهاز تليفون وكمبيوتر محمول

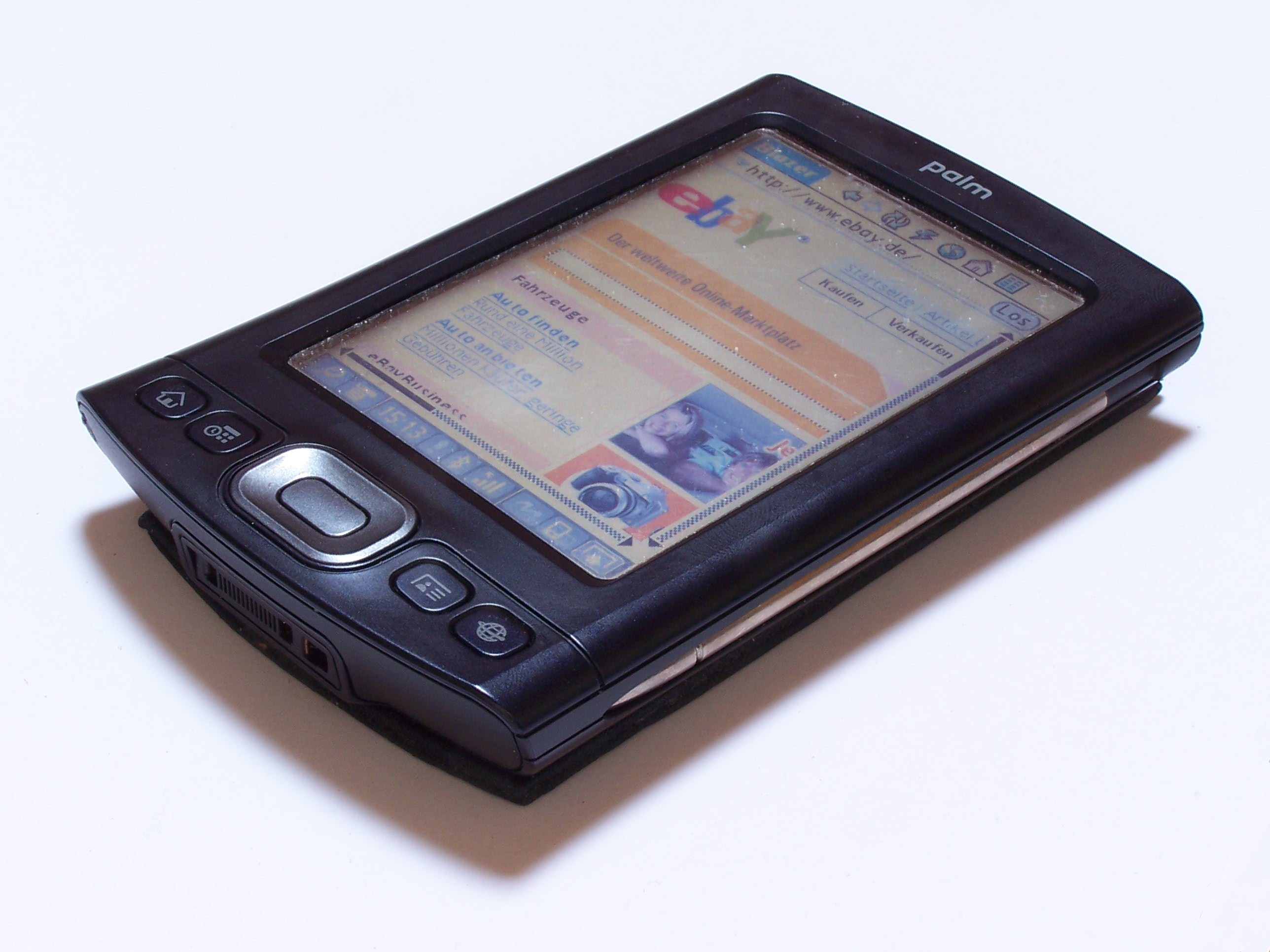

- عدة فئات من أجهزة الكمبيوتر المحمولة تعمل على بطاريات ولكن لا تصنف عادة بأنها أجهزة لاب توب أو أجهزة الكمبيوتر المحمولة، أو أجهزة المساعد الرقمي الشخصي أو أجهزة الكمبيوتر المحمولة الفائقة (UMPCs)، أو أقراص والهواتف الذكية.
- كمبيوتر المتنقل Portable Computer (توقف إنتاجه) هو جهاز كمبيوتر للأغراض العامة التي يمكن نقلها بسهولة من مكان إلى آخر، ولكن لا يمكن أن تستخدم أثناء النقل، وعادة لأنه يتطلب بعض «الإعداد للمتابعة» ومصدر طاقة أيه سي متردد AC. المثال الأكثر شهرة يسمى أوزبورن واحد، أجهزة الكمبيوتر المتنقلة أيضا يطلق عليها transportable أو "luggable" PC.
- المساعد الرقمي الشخصي (PDA) (توقف إنتاجه) هو، عادة بحجم الجيب، وهو كمبيوتر صغير مع وظائف محدودة. ويهدف إلى التكملة supplement والمزامنة synchronize مع جهاز كمبيوتر سطح المكتب، مما يتيح الوصول إلى جهات الإتصال ودفتر العناوين والملاحظات والبريد الإلكتروني وغيرها من الميزات.
- الكمبيوتر المحمول الفائق الصغر ultra mobile PC (توقف إنتاجه) هو كمبيوتر كامل المواصفات ذو حجم PDA يعمل عليه نظام تشغيل لكافة الأغراض العامة.
- الكمبيوتر اللوحي على الهاتف الذكي يتشكل على شكل النوت بوك شبيه الورقة في الحجم وهو يشبه الكمبيوتر اللوحي، الهواتف الذكية هي نفسها تشبه التابلت أو الكمبيوتر اللوحي ولكنها تفتقر إلى لوحة المفاتيح (المعروف أيضا باسم لوحة غير قابلة للتحويل) مثل لائحة أو ورقة دفتر الملاحظات. بدلا من ذلك لوحة المفاتيح الفعلية أنه لديه شاشة تعمل باللمس مع بعض مزيج من لوحة المفاتيح الافتراضية، القلم و / أو برنامج التعرف على الكتابة اليدوية. أقراص قد لا تكون أفضل للتطبيقات التي تتطلب لوحة المفاتيح الفعلية للكتابة، ولكن لا خلاف قادرة على تنفيذ معظم المهام من الكمبيوتر المحمول العادي.

الهواتف الذكية لديها مجموعة واسعة من المزايا والتطبيقات تثبيت قادرة.
- يتم تثبيت carputer في السيارات. وهو يعمل بمثابة جهاز لاسلكي، نظام صوتي، GPS، ومشغل DVD. كما أنه يحتوي على برامج معالجة النصوص وبلوتوث متوافق.[1]
- Pentop بينتوب (توقف إنتاجه) هو جهاز الحوسبة. في حجم وشكل القلم. وهو بمثابة إناء للكتابة، ومشغل MP3، ويعمل كمترجم للغة، وجهاز تخزين رقمي، وآلة حاسبة.[2]

الحدود التي تفصل هذه الفئات هي ضبابية في بعض الأحيان. على سبيل المثال، OQO UMPC هو أيضا جهاز كمبيوتر لوحي من النوع PDA ؛ وكان أبل إيماتي من أجهاز الكمبيوتر المحمولة، ولكن يعمل عليها برمجيات PDA. خط إنتاج إتش بي أومني بوك HP Omnibook من أجهزة الكمبيوتر المحمولة وتتضمن بعض الأجهزة الصغيرة ويطلق عليها أجهزة كمبيوتر محمولة فائقة. الأجهزة اللوحية من نوكيا 770 هي في الأساس نفسه أجهزة PDA مثل Zaurus 6000. السبب الوحيد أنها لا تسمى PDA هو أنه ليس لديها برنامج PIM. من ناحية أخرى، فإن كلا من 770 و Zaurus يمكنها عادة تشغيل بعض برامج سطح المكتب للينكس، مع بعض التعديلات.

## بيانات الاتصالات المتنقلة
البيانات الاتصالات اللاسلكية المستخدمة في الحاسبات المتنقلة تأخذ ثلاثة أشكال العامة، وهي تستخدم خدمة البيانات الخلوية تقنيات مثل GSM، CDMA أو جي بي آر إس، وشبكات الجيل الثالث 3G مثل W-CDMA، EDGE أو CDMA2000.و
 وأكثر مؤخرا شبكات الجيل الرابع 4G و هي عادة ما تكون متاحة ضمن مجموعة من الأبراج التجارية خلية شبكات 4G مثل LTE، LTE المتقدمة. ولهذه الشبكات. وصلات واي فاي  تقدم أداء أعلى، قد يكون إما على شبكة أعمال خاصة أو من خلال الوصول إلى النقاط الساخنة العامة، ولها مجموعة نموذجية من 100 قدم في الداخل وتصل إلى 1000 قدم في الهواء الطلق. يغطي وصول الإنترنت عبر الأقمار الصناعية المناطق الخلوية وخدمة الواي فاي غير المتوفرة  ويمكن أن توضع في أي مكان، للمستخدم إذا كان لديه خط الأفق لموقع القمر الصناعي، والتي للأقمار الصناعية في المدار الثابت بالنسبة للأرض يعني وجود مشهدا للسماء الجنوب. بعض عمليات النشر المؤسسة الجمع بين شبكات من الشبكات الخلوية متعددة أو استخدام مزيج من خدمة الواي فاي والأقمار الصناعية الخلوي، وعند استخدام مزيج من الشبكات، شبكة المحمول الافتراضية الخاصة (VPN المحمول) يعالج ليس فقط المخاوف الأمنية، ولكن كما يؤدي تسجيلات الدخول شبكة متعددة تلقائيا ويحافظ على صلات تطبيق على قيد الحياة لمنع حوادث أو فقدان البيانات أثناء التحولات الشبكة أو فقدان التغطية.

## تبني جامعة عمان العربية تخصص الحوسبة النقالة في الأردن والوطن العربي

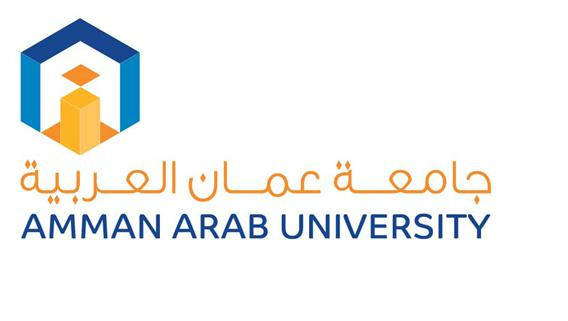
شعار جامعة عمان العربية.

وفي الوطن العربي وتحديداً في منطقة الشرق الأوسط، قامت جامعة عمان العربية في تبني هذا التخصص كأول جامعة أردنية تطرحه وتتيحه للطلبة الجامعيين في مرحلة البكالوريوس .
وجاء هذا التخصص استجابة لمتطلبات سوق العمل وخصوصا مع انتشار الأجهزة المحمولة والذكية التي تتطلب مختصين قادرين على المساهمة في تطوير هذا القطاع المتنامي بشكل كبير. كما تشير الدراسات العالمية إلى ان معدل انتشار الأجهزة النقالة آخذ في الازدياد بشكل يتجاوز أي شكل من أشكال التكنولوجيا الحديثة، وتسعى جامعة عمان العربية إلى سد حاجة محلية وإقليمية قائمة ومتنامية في مجال مطوري التطبيقات النقالة، وتوفير مخرجات مؤهلة لتتمكن من استثمار الفرص في مجالات اقتصادية حيوية في الحوسبة النقالة.
وتغطي الخطة الدراسية لهذا البرنامج في جامعة عمان العربية المعارف الأساسية والنظرية في الحوسبة النقالة والمهارات العملية في بيئات العمل التكنولوجية المختلفة والمهارات الحياتية وتركز الجامعة على تحفيز المواهب الريادية والأفكار الإبداعية لدى الطلبة وتوفر أعضاء الهيئة التدريسية والمصادر والمختبرات والبرمجيات التطويرية اللازمة في مجال الحوسبة النقالة وبشكل يضمن جودة الخريجين من القسم ويمنحهم ميزات تنافسية في هذا المجال الحيوي المتنامي محلياً وإقليمياً وعالمياً، حيث سيكون الخريج قادرا على تصميم وتطوير وإدارة مشاريع وتطبيقات الحوسبة النقالة وخصوصا للأجهزة الذكية .